# Natación en los Juegos Olímpicos de la Juventud 2018 - 200m Libres Masculino
El evento de 200 metros libres masculino de Anexo:Natación en los Juegos Olímpicos de la Juventud de Buenos Aires 2018 tuvo lugar el 8 de octubre de 2018 en el Centro Olímpico, dentro del Parque Olímpico, en Buenos Aires, Argentina.

## Resultados

### Eliminatorias
Las series comenzaron el 8 de octubre a las 10.57
| Piesto | Eliminatoria | Carril | Nombre                       | País                          | Tiempo  | Notas |
| ------ | ------------ | ------ | ---------------------------- | ----------------------------- | ------- | ----- |
| 1      | 4            | 5      | Keisuke Yoshida              | Japón (JPN)                   | 1:48.97 | Q     |
| 2      | 4            | 3      | Murilo Setin Sartori         | Brasil (BRA)                  | 1:49.02 | Q     |
| 3      | 5            | 4      | Kristóf Milák                | Hungría (HUN)                 | 1:49.15 | Q     |
| 4      | 5            | 3      | Jakub Kraska                 | Rusia (RUS)                   | 1:49.17 | Q     |
| 5      | 4            | 4      | Denis Loktev                 | Israel (ISR)                  | 1:49.20 | Q     |
| 6      | 3            | 4      | Robin Hanson                 | Suecia (SWE)                  | 1:49.86 | Q     |
| 7      | 5            | 7      | Yooyeon Lee                  | Corea del Sur (KOR)           | 1:50.08 | Q     |
| 8      | 3            | 5      | Antonio Djakovic             | Suiza (SUI)                   | 1:50.30 | Q     |
| 9      | 5            | 6      | Mohamed Aziz Ghaffari        | Túnez (TUN)                   | 1:50.74 |       |
| 10     | 5            | 5      | Lucas Martins Costa Peixoto  | Brasil (BRA)                  | 1:50.76 |       |
| 11     | 2            | 3      | Ahmed Ayoub Hafnaoui         | Túnez (TUN)                   | 1:50.86 |       |
| 12     | 4            | 8      | Jinquan Hong                 | República Popular China (CHN) | 1:51.22 |       |
| 13     | 4            | 1      | Efe Turan                    | Turquía (TUR)                 | 1:51.25 |       |
| 14     | 3            | 3      | Rafael Miroslaw              | Alemania (GER)                | 1:51.59 |       |
| 15     | 4            | 6      | Marco de Tullio              | Italia (ITA)                  | 1:51.62 |       |
| 16     | 2            | 1      | Marcos Gil Corbacho          | España (ESP)                  | 1:51.83 |       |
| 17     | 2            | 5      | Dusan Babic                  | Serbia (SRB)                  | 1:51.91 |       |
| 18     | 2            | 6      | Adam Hloben                  | República Checa (CZE)         | 1:51.92 |       |
| 19     | 5            | 8      | Ashton Brinkworth            | Australia (AUS)               | 1:51.94 |       |
| 20     | 3            | 2      | Konstantin Kurachkin         | Bielorrusia (BLR)             | 1:52.06 |       |
| 21     | 5            | 2      | Zac Reid                     | Nueva Zelanda (NZL)           | 1:52.33 |       |
| 22     | 3            | 7      | Akos Kalmar                  | Hungría (HUN)                 | 1:52.54 |       |
| 23     | 5            | 1      | Yordan Yanchev               | Bulgaria (BUL)                | 1:52.80 |       |
| 24     | 2            | 2      | Will Barao                   | Estados Unidos (USA)          | 1:53.18 |       |
| 25     | 2            | 7      | James Samuel Freeman         | Botsuana (BOT)                | 1:54.14 |       |
| 26     | 3            | 8      | Jarod Arroyo                 | Puerto Rico (PUR)             | 1:54.39 |       |
| 27     | 4            | 7      | Juan Manuel Morales Restrepo | Colombia (COL)                | 1:55.25 |       |
| 28     | 2            | 4      | Federico Burdisso            | Italia (ITA)                  | 1:55.40 |       |
| 29     | 3            | 6      | Ognjen Maric                 | Croacia (CRO)                 | 1:55.44 |       |
| 30     | 1            | 4      | Bob Sauber                   | Luxemburgo (LUX)              | 1:55.50 |       |
| 31     | 1            | 5      | Filippe Santo                | Portugal (POR)                | 1:55.81 |       |
| 32     | 2            | 8      | Guillermo Ruben Cruz Zuniga  | México (MEX)                  | 1:55.88 |       |
| 33     | 3            | 1      | Kuanhung Wang                | China Taipéi (TPE)            | 1:59.54 |       |
| 34     | 1            | 3      | Noel Keane                   | Palaos (PLW)                  | 2:00.77 |       |
| 35     | 4            | 2      | Huy Hoang Nguyen             | Vietnam (VIE)                 | 2:00.98 |       |
| 36     | 1            | 6      | Daniel Micaiah Scott         | Guyana (GUY)                  | 2:05.43 |       |

### Final
La final se celebró el 8 de octubre a las 18.09.
| Rank                                | Carril | Nombre               | País                | Tiempo  | Notas |
| ----------------------------------- | ------ | -------------------- | ------------------- | ------- | ----- |
| Medalla de oro, Juegos Olímpicos    | 3      | Kristof Milak        | Hungría (HUN)       | 1:47.73 |       |
| Medalla de plata, Juegos Olímpicos  | 7      | Robin Hanson         | Suecia (SWE)        | 1:48.14 |       |
| Medalla de bronce, Juegos Olímpicos | 2      | Denis Loktev         | Israel (ISR)        | 1:48.53 |       |
| 4                                   | 6      | Jakub Kraska         | Rusia (RUS)         | 1:48.65 |       |
| 5                                   | 4      | Keisuke Yoshida      | Japón (JPN)         | 1:48.75 |       |
| 6                                   | 5      | Murilo Setin Sartori | Brasil (BRA)        | 1:49.22 |       |
| 7                                   | 8      | Antonio Djakovic     | Suiza (SUI)         | 1:49.74 |       |
| 8                                   | 1      | Yooyeon Lee          | Corea del Sur (KOR) | 1:50.39 |       |